# Músculo pronador quadrado
O músculo pronador quadrado é um músculo do antebraço. Atua na pronação do antebraço, desenrolando a ulna com relação ao rádio